# Câncer transmissível
Câncer transmissível é uma neoplasia cujas células cancerígenas podem ser trasmitidas de indivíduo para indivíduo. Há três formas conhecidas que possuem essas propriedades:
- Tumor facial do diabo-da-tasmânia (DFTD) no diabo-da-tasmânia, transmitido por enxerto[1]
- Tumor venéreo transmissível (TVTC) em cães ,  transmitido sexualmente[2]
- Sarcoma contagioso reticular do hamster-sírio em hamsters-sírios,[3] transmitido pela picada do mosquito Aedes aegypti[4]